# Centromerus
Centromerus é um gênero de aranhas da família Linyphiidae descrito em 1886.